# 1-я гвардейская дивизия (Япония)
1-я гвардейская дивизия (яп. 近衛第1師団, коно дай-ити сидан) — гвардейская пехотная дивизия Императорской армии Японии. Образована в июне 1943 года на основе Гвардейской смешанной бригады, 6-го гвардейского полка, 1-го гвардейского кавалерийского полка, 1-го гвардейского полка полевой артиллерии, 1-го гвардейского инженерного полка, 1-го гвардейского транспортного полка и других подразделений. Базировалась в Токио. Распущена после окончания Второй мировой войны.